# Steve Mullings
Steve Mullings (ur. 28 listopada 1982 w Saint Elizabeth) – jamajski lekkoatleta, sprinter.
Kontrola antydopingowa przeprowadzona podczas mistrzostw Jamajki 26 czerwca 2004, wykazała stosowanie przez Mullingsa niedozwolonych środków. Na zawodnika nałożono karę dwuletniej dyskwalifikacji (27 czerwca 2004 – 26 czerwca 2006). W 2011 sprinter ponownie został przyłapany na stosowaniu nielegalnego dopingu i tym razem nałożono na niego dożywotnią dyskwalifikację.
Mullings biegł na drugiej zmianie w eliminacyjnym biegu sztafety 4 x 100 metrów podczas mistrzostw świata (Osaka 2007). W finale zastąpił go Usain Bolt, a Jamajczycy zajęli drugie miejsce zdobywając srebrne medale. Dwa lata później podczas mistrzostw świata w Berlinie Mullings był 5. na 200 metrów oraz wywalczył złoty medal w sztafecie 4 x 100 metrów ustanawiając wynikiem 37,31 nowy rekord mistrzostw świata.

## Rekordy życiowe
- Bieg na 100 metrów – 9,80 (2011)
- Bieg na 200 metrów – 19,98 s (2009) / 19,90w (2004)